# Impression hydrographique

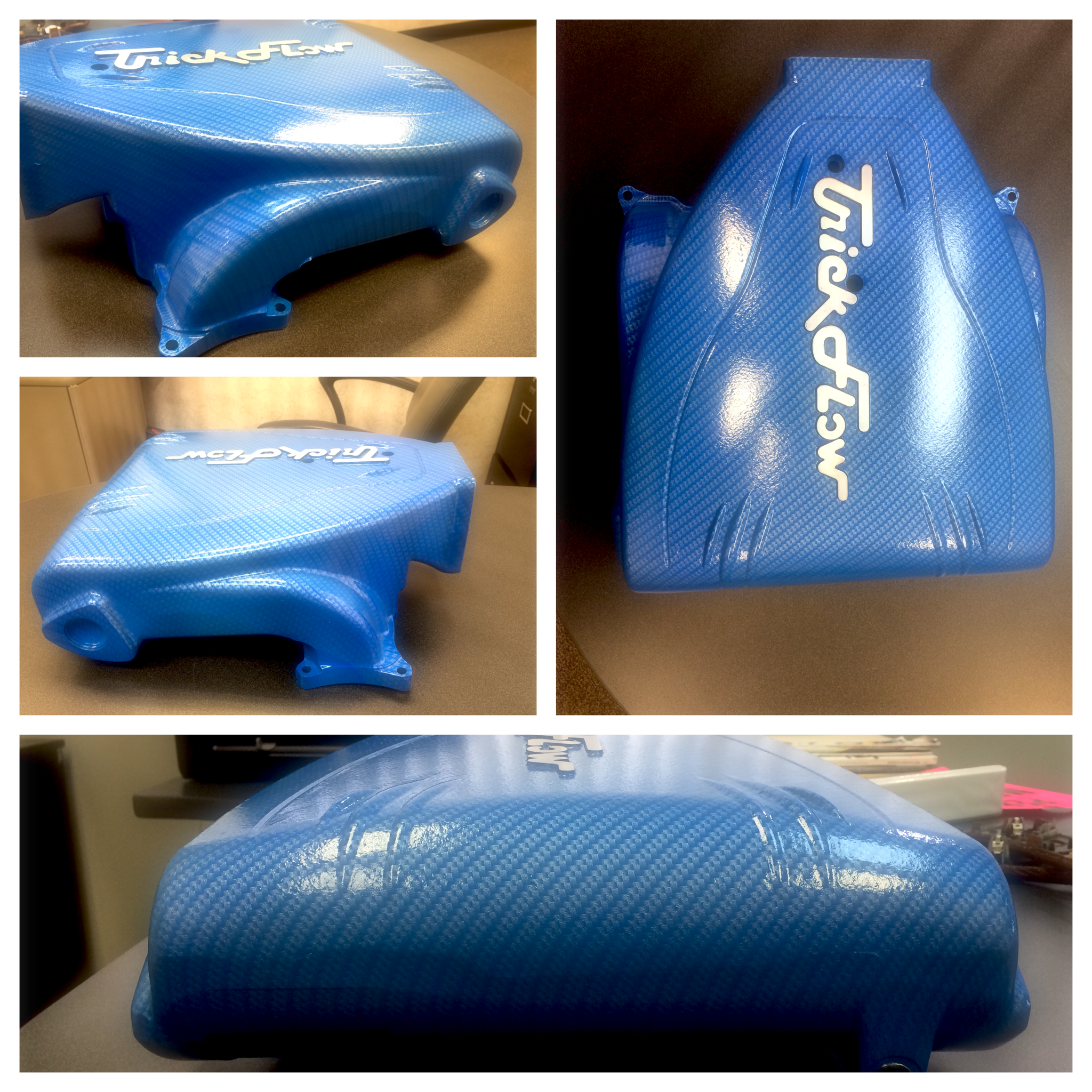
Exemple de peinture hydrographique.

L'impression hydrographique, ou peinture par immersion, est une méthode qui permet l'impression graphique sur toute forme de support en trois dimensions. Elle s'applique aux métaux, au verre, aux plastiques et aux bois durs et divers autres matériaux.

## Histoire
L'origine exacte de l'impression hydrographique n'est pas claire. Le 26 juillet 1982, Motoyasu Nakanishi, de la société d'ingénierie Kabushiki Kaisha Cubes, a fait une demande de dépôt auprès de l'agence US des brevets pour un dispositif permettant le transfert hydrographique. On peut lire dans le résumé : « Le dispositif permet de faire flotter un film de transfert à la surface d'un liquide contenu dans un bassin, il comporte une structure qui fait couler le liquide dans le sens d'arrivée du film et une autre qui permet d'immerger de l'amont à l'aval l'objet à peindre. »

## Processus
L'impression hydrographique est abondamment utilisée pour décorer toutes sortes d'objets, pouvant aller de véhicules entiers ou de tableaux de bord, jusqu'à de petits objets, tels les casques de moto. Les films d'impression peuvent être déposés sur tous supports comme les plastiques, la fibre de verre, les céramiques et les métaux. La technique hydrographique peut être appliquée à tout objet qui peut être trempé dans l'eau ou peint par les techniques usuelles.
La pièce à décorer passe par quatre phases : préparation de la surface, application d'une sous-couche, peinture, revêtement protecteur. Après la préparation, mais avant le revêtement transparent, la pièce est prête à être traitée. Un film d'alcool polyvinylique, imprimé par héliogravure de l'image à transférer, est délicatement placé à la surface de l'eau contenue dans le bassin de trempage en évitant la formation de bulles. Un activateur lui est appliqué pour le rendre soluble dans l'eau. Une fois la dissolution terminée, l'objet à décorer est trempé dans le bassin à travers le film de peinture restant, et la tension superficielle de l'eau suffit à appliquer le décor en suivant les courbes de l'objet. La peinture adhère à la surface de l'objet qui est mis à sécher.
L'adhérence est le résultat d'une réaction chimique déclenchée par les composants de l'activateur qui créent une liaison chimique entre la peinture et la sous-couche. Une mauvaise application de l'activateur peut entrainer une mauvaise adhérence de la peinture[à vérifier].
La qualité de l'activateur est l'un des éléments les plus importants dans la production de transferts hydrographiques de qualité professionnelle.